# كيانيت
الكيانيت هو معدن يتّخذ شكل بلورات طويلة زرقاء، أو خضراء، أو رمادية، أو بيضاء. يُستخدم في إنتاج الخزف الصيني الصامد للحرارة.

## الخصائص

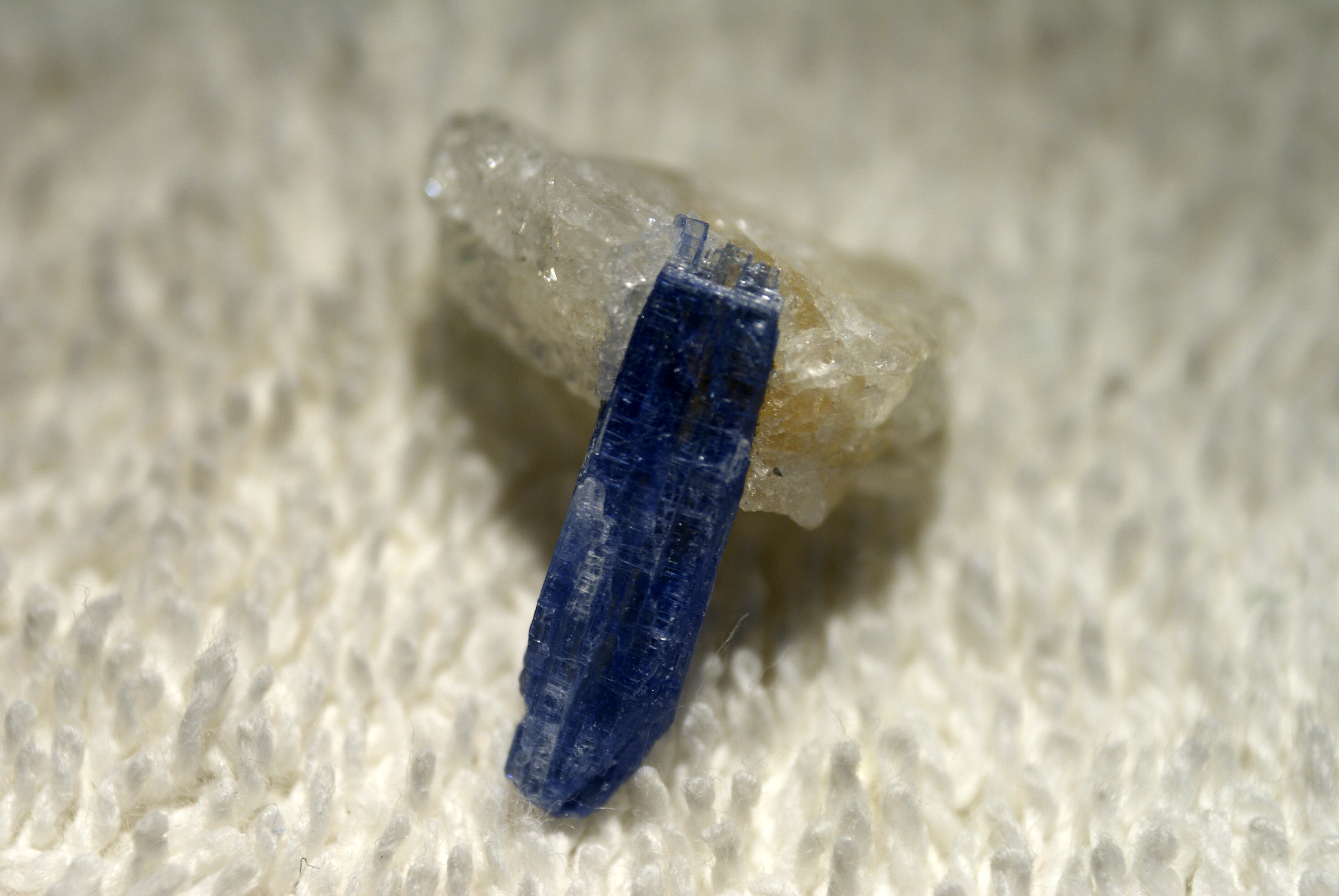
كيانيت أزرق غامق

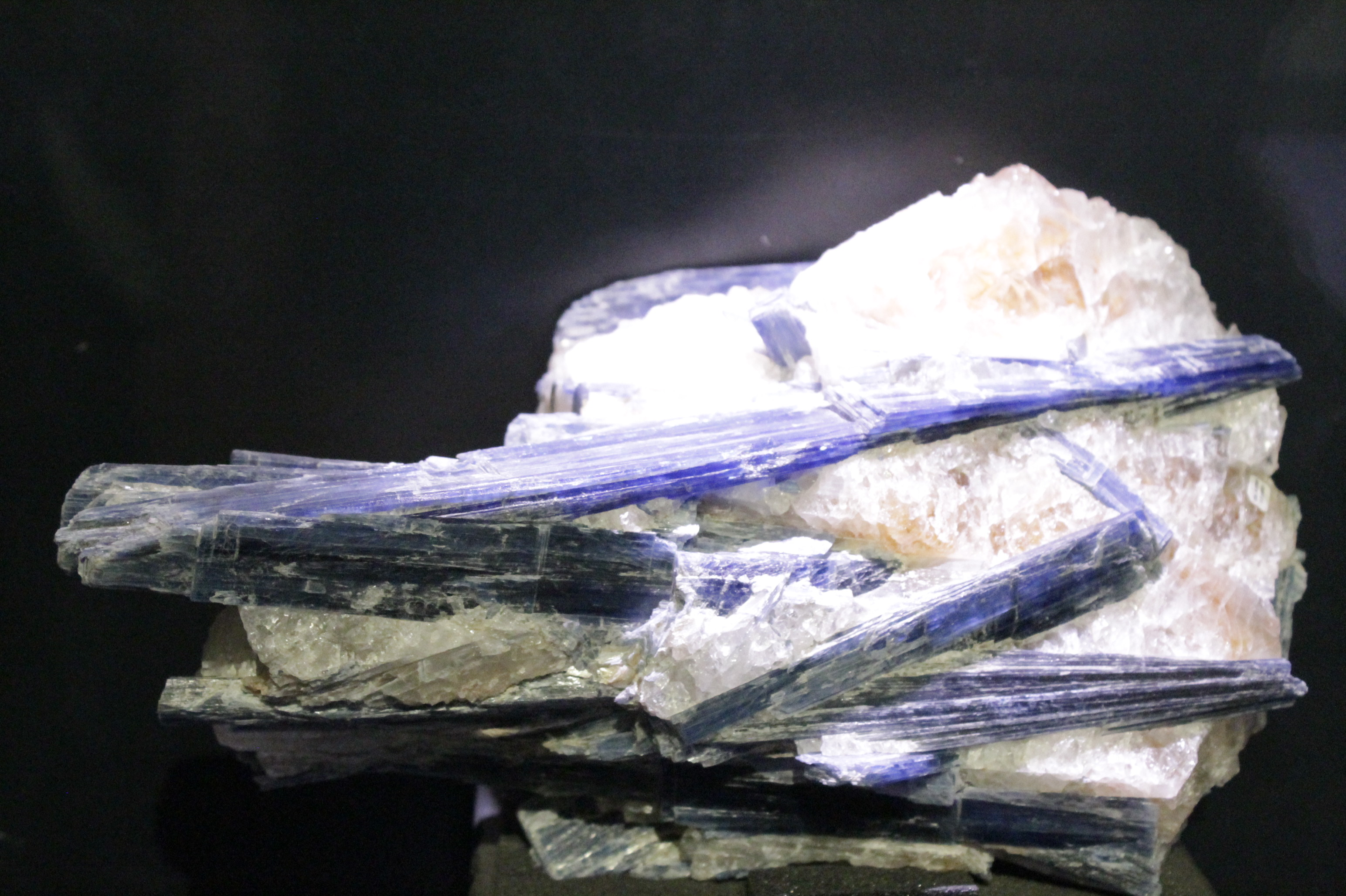
الكيانيت مع الكوارتز، متحف هنتريان بجامعة غلاسكو

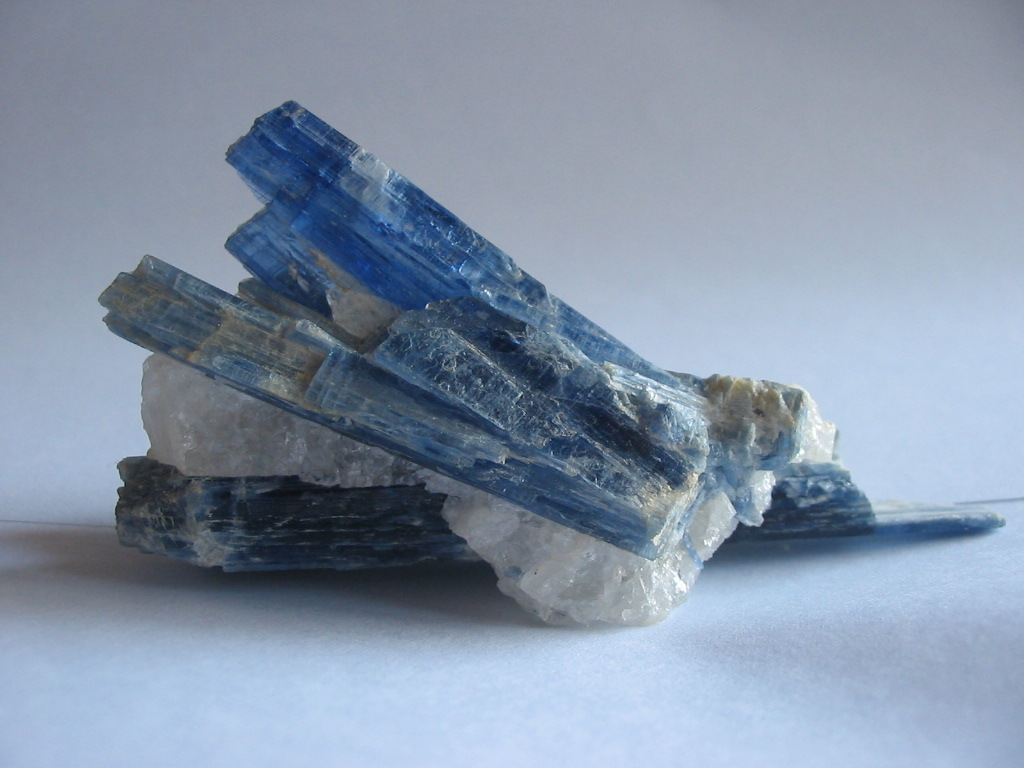
كيانيت

الكيانيت هو معدن سيليكات الألومنيوم والذي يحمل الصيغة الكيميائية Al2SiO5. عادة ما يكون لونه أزرق غير مكتمل، على الرغم من أنه يمكن أن يتراوح من الأزرق الباهت إلى الأزرق الغامق ويمكن أيضًا أن يكون رماديًا أو أبيضًا أو حتى أخضرًا فاتحًا (نادرًا). عادة ما تكوِّن بخاخات من البلورات التي تحوي شفرات، ولكنها أقل شيوعًا على شكل بلورات يوهيدرال مميزة (مرتبة الشكل)، والتي يتم تقديرها بشكل خاص من قبل جامعي هذه المعادن. كما أن لها مستوى انفصام بلوري مثالي ذو إحداثيات {100} موازٍ للمحور الطويل لهذه لبلورة، ومستوى انفصام بلوري آخر جيد {010} بزاوية 79 درجة عن مستوى الانفصام {100}. يظهر الكيانيت أيضًا تقسيمًا على مستوى {001} بزاوية حوالي 85 درجة عن المحور الطويل للبلورة. تظهر أسطح الانفصام عادةً بريقًا لؤلؤيًا، كما أن هذه البلورات تعد مرنة قليلاً.
عادة ما تكون البلورات العمودية الممدودة من الكيانيت مؤشرًا أوليًا جيدًا على المعدن بالإضافة إلى لونه (عندما تكون العينة زرقاء). كما أن المعادن المصاحبة مفيدة أيضًا خاصةً في وجود أشكال متعددة من الستوروليت والتي تحدث كثيرًا مع الكيانيت. لكن السمة الأكثر إفادة في تحديد الكيانيت هي في تباين خواصه. إذا اشتبه الفرد في أن العينة هي كيانيت، فإن التحقق من أن لها قيمتين مختلفتين تمامًا على مقياس موس لصلادة المواد على المحاور العمودية يعد مفتاحًا لتحديد الهوية؛ حيث أن مقياس صلادة مقدارها 5.5 موازية لانفصام {001} أما المقدار 7 فهي موازية لـ {100}؛ لذا فإن إبرة فولاذية قد تخدش بلورة الكيانيت بسهولة موازية لمحورها الطويل، لكن البلورة لا تتعرض للخدش بواسطة إبرة فولاذية متعامدة مع المحور الطويل.

### الصيغة البنائية
يمكن تصور بنية الكيانيت على أنه نظام شبكة بلورية مكعبة من أيونات أكسجين مشوهة، بالإضافة إلى أيونات الألومنيوم التي تأخذ 40٪ من المواقع ثمانية السطوح والسيليكون الذي يأخذ 10٪ من المواقع على رباعية السطوح. تشكل أجزاء الألومنيوم ثمانية السطوح سلاسل بطول البلورة (نصفها مستقيم ونصفها متعرج)، حيث ترتبط هذه السلاسل مع بعضها عن طريق أجزاء السيليكا رباعية السطوح. لا يوجد ارتباط مباشر بين أجزاء السيليكا رباعية السطوح، ما يجعل الكيانيت مدرجًا ضمن فئة النيسوسيليكات تحت مجموعة معادن السيليكات.

## الاستخدامات
يستخدم الكيانيت في المقام الأول في المنتجات المقاومة للحرارة والسيراميك، بما في ذلك السباكة الخزفية وأواني الأطباق. كما أنها تستخدم في الإلكترونيات والعوازل الكهربائية والمواد الكاشطة.
عند درجات حرارة أعلى من 1100 درجة مئوية، يتحلل الكيانيت إلى موليت وكوارتز زجاجي من خلال تفاعل ينتج عنه توسعًا، وهي كالاتي:
{\displaystyle \mathrm {3\ Al_{2}O_{3}\cdot SiO_{2}\rightarrow 3\ Al_{2}O_{3}\cdot 2\ SiO_{2}+SiO_{2}} }
يستخدم الكيانيت الممزوج بالموليت في تصنيع المواد المقاومة للحرارة.
تم استخدام الكيانيت كأحجار كريمة شبه ثمينة والتي تظهر تأثير عين القط، ومع ذلك فإن هذا الاستخدام محدود بسبب تباين الخواص والانفصام البلوري المثالي. تشمل أصناف الألوان أيضًا الكيانيت البرتقالي الذي تم اكتشافه مؤخرًا من تنزانيا. يرجع اللون البرتقالي إلى احتواء التركيبة على كميات صغيرة من المنجنيز (Mn3 +).

## المصدر
- السِّيانيت - موسوعة المورد، منير البعلبكي، 1991